# نيكولاس سانشيز (لاعب كرة قدم)
نيكولاس سانشيز (بالإسبانية: Nicolás Andrés Sánchez)‏ (21 فبراير 1992 في الأرجنتين - ) هو لاعب كرة قدم أرجنتيني في مركز الوسط.

## وصلات خارجية
- نيكولاس سانشيز (لاعب كرة قدم) على موقع قاعدة بيانات كرة القدم.إي يو (الإنجليزية)
- نيكولاس سانشيز (لاعب كرة قدم) على موقع Soccerway.com (الإنجليزية)